# 맥 스튜디오
맥 스튜디오(Mac Studio)는 애플이 설계, 제조, 판매하는 소형 폼 팩터 워크스테이션이다. 매킨토시 라인업의 4개의 데스크톱 컴퓨터들 가운데 하나로, 맥 미니와 아이맥 컨슈머 레인지 위에 위치하며 맥 프로 아래에 위치한다. M1 맥스와 M1 울트라 SoC 중 하나로 구동된다.

## 역사
애플 스튜디오 디스플레이와 함께 2022년 3월 8일에 발표되었다. 판매는 3월 18일에 시작될 예정이었으나 세계적인 칩 부족으로 4월로 다시 연기되었다. 구매 시점 당시에도, M1 울트라 프로세서와 128GB 램을 탑재한 최고 사양 기기를 구매할 경우, 5월 배송 예정으로 웹사이트에 표시되었다.
맥 스튜디오는 맥 미니와 폭과 깊이가 비슷하며 둘 다 약 200mm이지만 높이는 약 94mm이다. 4개의 Thunderbolt 4(USB-C) 포트, 2개의 USB-A 포트, HDMI, 10GB 이더넷 및 3.5mm 헤드폰 잭이 있다. 전면 패널에는 2개의 USB-C 포트(M1 Ultra 추가 모델에서는 Thunderbolt 4 모드에서도 작동)와 1개의 SD 카드 슬롯(SDXC 카드 및 UHS-II 카드 지원)이 있다. 양면에 있는 팬 한 쌍과 케이스 바닥과 뒷면에 있는 구멍으로 냉각돼 팬 회전 소음을 줄이는 데 도움이 된다. M1 울트라 맥 스튜디오는 더 큰 구리 히트싱크가 장착되어 있기 때문에 M1 맥스보다 910g 더 무겁다.
애플은 맥 스튜디오가 16코어 인텔 제온 프로세서를 탑재한 동급 맥 프로보다 50% 더 빠른 성능을 발휘한다고 발표했다. M1 울트라 프로세서를 탑재한 맥 스튜디오는 기본적으로 2개의 M1 맥스 프로세서를 기반으로 한다.
맥 스튜디오는 Thunderbolt 포트에 연결된 최대 4대의 모니터로 화면을 출력한다. 해당 모니터는 최대 6K 해상도까지 지원한다. 앞서 언급한 최대 4대의 모니터 이외에도, HDMI 포트를 이용할 경우 추가적인 모니터 구성이 가능하다. 애플 스튜디오 디스플레이와 함께 발표되었으며, 스튜디오 디스플레이는 1200만 화소 카메라가 장착된 27인치 5K 모니터, 공간 오디오와 돌비 애트모스가 지원되는 6 스피커 사운드 시스템, 높이 조절 가능한 스탠드가 있다.
최근 발표된 다른 매킨토시 제품과 달리, 맥 스튜디오의 SSD는 탈착식이다. 그러나 SSD는 펌웨어와 연동되어 다른 맥 스튜디오에 넣으면 부팅되지 않는다.

## 사양
| 모델                     | 2022년 초 | 2022년 초 |
| 구성                     | 애플 M1 맥스 | 애플 M1 울트라 |
| ------------------------ | --- | --- |
| 출시일                   | 2022년 3월 18일 | 2022년 3월 18일 |
| 주문 번호                | MJMV3xx/A | MJMW3xx/A |
| 기기 모델                | 추후 공개 | 추후 공개 |
| 출시 가격                | 1,999 미국 달러 | 3,999 미국 달러 |
| 모델 번호                | 추후 공개 | 추후 공개 |
| 프로세서                 | 3.2 GHz 10코어 애플 M1 맥스와 CPU성능 코어 8개 및 효율 코어 2개                                                          | 3.2 GHz 20코어 애플 M1 울트라와 CPU 성능 코어 16개 및 효율 코어 4개                                                      |
| 메모리                   | 32 GB 메모리 | 64 GB 메모리 |
| 메모리                   | 통합 메모리 | |
| 그래픽                   | 24코어 애플 설계 내장형 GPU                                                                                              | 48코어 애플 설계 내장형 GPU                                                                                              |
| 영상 지원                | USB-C를 통해 60 Hz 최대 6016×3384 해상도 디스플레이 4대, HDMI를 통해 60 Hz에서 최대 4096x2160 해상도 디스플레이 추가 1대 | USB-C를 통해 60 Hz 최대 6016×3384 해상도 디스플레이 4대, HDMI를 통해 60 Hz에서 최대 4096x2160 해상도 디스플레이 추가 1대 |
| 솔리드 스테이트 드라이브 | 512 GB | 1 TB |
| 네트워크 연결            | 내장 와이파이 6(802.11a/b/g/n/ac/ax)                                                                                     | 내장 와이파이 6(802.11a/b/g/n/ac/ax)                                                                                     |
| 네트워크 연결            | 블루투스 5.0 | |
| 네트워크 연결            | 10 기가비트 이더넷 | |
| 외부 단자                | 4× 선더볼트 4 (USB 4) | 6× 선더볼트 4 (USB 4) |
| 외부 단자                | 2× USB-C 3.1 Gen 2 | 6× 선더볼트 4 (USB 4) |
| 외부 단자                | 2× USB 3.0 타입-A | |
| 외부 단자                | HDMI | |
| 외부 단자                | SDXC 메모리 카드 슬롯(UHS-II)                                                                                            | |
| 외부 단자                | 3.5 mm 헤드폰 잭(고음질 헤드폰 지원)                                                                                     | |
| 전력                     | 370 W(연속 최대) | 370 W(연속 최대) |
| 온실 가스 방출           | 262 kg (578 lb) CO2e | 375 kg (827 lb) CO2e |
| 무게                     | 2.7 kg (6 파운드) | 3.6 kg (8 파운드) |
| 크기                     | 9.5 cm (H) × 19.7 cm (W) × 19.7 cm (D)                                                                                   | 9.5 cm (H) × 19.7 cm (W) × 19.7 cm (D)                                                                                   |

### 내용주
1. ↑  구매시 64 GB 통합 메모리로 구성 가능.
2. ↑  구매시 128 GB 통합 메모리로 구성 가능.
3. ↑  구매시 최대 32코어 GPU 구성 가능.
4. ↑  구매시 최대 64코어 GPU 구성 가능.
5. ↑  구매시 1, 2, 4, 8 TB 중 구성 가능.
6. ↑  구매시 2, 4, 8 TB 중 구성 가능.

### 참조주
1. ↑  Dillet, Romain. “Apple introduces a brand new Mac, the Mac Studio”. 《techcrunch》. 2022년 3월 8일에 확인함.
2. ↑  Cunningham, Andrew (2022년 3월 8일). “Apple announces $1,999 Mac Studio workstation with new 20-core M1 Ultra chip”. 《Ars Technica》 (미국 영어). 2022년 3월 8일에 확인함.
3. ↑  “Delivery Estimates for Mac Studio and Studio Display Slip to April”. 《Mac Rumors》. 2022년 3월 8일. 2022년 3월 10일에 확인함.
4. ↑  “Mac Studio shipping dates already slipping to April and May”. 《Apple Insider》. 2022년 3월 8일. 2022년 3월 10일에 확인함.
5. ↑  “Apple explains why the M1 Ultra-equipped Mac Studio is two pounds heavier”. 《The Verge》. 2022년 3월 9일. 2022년 3월 10일에 확인함.
6. ↑  위키트리 (2022년 3월 12일). “"가장 강력한..." 애플이 발표한 '맥 스튜디오', 충격적인 성능 공개됐다.”. 《위키트리》 (위키트리). 2022년 3월 13일에 확인함.
7. ↑  “Apple's Mac Studio Is a Mightier Desktop for Creative Pros”. 《Wired》. 2022년 3월 8일. 2022년 3월 10일에 확인함.
8. 1 2  “Mac Studio – Technical Specifications”. 《Apple》 (미국 영어). 2022년 3월 8일에 확인함.
9. 1 2  “Mac Studio Product Environmental Report” (PDF). 《Apple》. 2022년 3월 4일. 2022년 3월 8일에 확인함.